# خيسوس لارا لارا
خيسوس لارا لارا (بالإسبانية: Jesús Lara)‏ هو كاتب بوليفي، ولد في 1898، وتوفي في 6 سبتمبر 1980 في كوتشابامبا في بوليفيا.